# Famille Carasso
Cette page explique l’histoire ou répertorie les différents membres de la famille Carasso.
La famille Carasso (aussi orthographié Karasu, Karaso, Karassu ou Karasso) était une célèbre famille influente de la communauté juive de Salonique alors dans l'Empire ottoman (aujourd'hui en Grèce). Parmi ses membres, on peut citer :
- Emmanuel Carasso (1862-1934), un avocat et homme politique, membre important des Jeunes-Turcs. Son nom fut turcifié en Emanuel Karasu.
- Isaac Carasso (1874- 1939), neveu d'Emmanuel, il émigra à Barcelone où il créa les yaourts Danone.
- Daniel Carasso (1905-2009), fils d'Isaac, il établit Danone en France et aux États-Unis (Dannon) et en fit un groupe agroalimentaire de taille mondiale, aujourd'hui le Groupe Danone.

## Pour approfondir